# Acapulco (película)
Acapulco es una película de comedia romántica mexicana de 1952 dirigida por Emilio Fernández y protagonizada por Elsa Aguirre, Armando Calvo y Miguel Torruco.

## Argumento
Una hermosa joven que ha perdido todo su dinero se hospeda en un lujoso hotel de Acapulco en busca de atrapar a un hombre rico para casarse con él.

## Reparto
- Elsa Aguirre como Diana Lozano.
- Armando Calvo como Ricardo Serrano.
- Miguel Torruco como Alberto.
- Óscar Pulido como Don Julio, gerente del hotel.
- José María Linares-Rivas como Don Delfín.
- Rodolfo Acosta como Alfredo.
- Maruja Grifell como Enriqueta.
- Mimí Derba como Abuela de Ricardo.
- Luis Arcaraz
- Manuel Calvo
- Eva Garza como Cantante.
- Antonio Haro Oliva
- Carlos Riquelme como Alonso, mesero.